# Bothriospermum kusnezowii
Bothriospermum kusnezowii là loài thực vật có hoa trong họ Mồ hôi. Loài này được Bunge ex DC. mô tả khoa học đầu tiên năm 1840.